# OROCHI (ゲームエンジン)
OROCHI（オロチ）はシリコンスタジオの開発したゲームエンジン。同社が開発した「YEBISU」や「BISHAMON」といった複数のミドルウェアを統合したオールインワン型のゲームエンジン。2011年11月に正式リリース。
複数のエンジンを総合しているため「ヤマタノオロチ」のイメージで命名された。

## 概要
PlayStation 3やXbox 360のゲーム開発にはゲームエンジンを使用することが当たり前になってきたが、それらの多くは欧米で開発されたものだった。日本のゲーム開発者の間では言語の壁、あるいはサポートに時間がかかるといった難点が挙げられていた。このため、これに不満を持った開発者が自分たちでゲームエンジンを開発しようとして立ち上げられたのが、この純日本産のゲームエンジン「OROCHI」のプロジェクトである。

2012年6月には「OROCHI 3」の販売が開始された。
2015年8月25日にはバージョン4となる「OROCHI 4」の販売が開始された。OROCHI 4では物理レンダリングエンジンの「MIZUCHI」を統合している。

## 対応プラットフォーム
- PlayStation 3
- Xbox 360
- Microsoft Windows
- PlayStation Vita
- PlayStation 4
- Xbox One（対応予定）

## 使用例
- ガンスリンガーストラトス（スクウェア・エニックス）
- ガンダムブレイカー（クラフト&マイスター、バンダイナムコゲームス）
- ヴァルハラナイツ3 GOLD（マーベラス）
- ワールド オブ ファイナルファンタジー（トーセ、スクウェア・エニックス）
- 新次元ゲイム ネプテューヌVIIR（アイディアファクトリー、コンパイルハート）
- 巨影都市（グランゼーラ、バンダイナムコエンターテインメント）
- Death end re;Quest（アイディアファクトリー、コンパイルハート）
- ブイブイブイテューヌ（アイディアファクトリー、コンパイルハート）